# Ignacio Pintado y Gough
Ignacio Pintado y Gough (Cadis, 11 d'abril de 1857- Madrid, 19 de maig de 1930) fou un militar de l'Armada Espanyola, ministre de guerra durant la Dictadura de Primo de Rivera.

## Biografia
En gener de 1873 va ingressar a l'Escola Naval Flotant de la fragata Asturias. En 1875 ascendí a guardiamarina, en 1879 a alferes de navili i en 1885 a tinent de navili. En 1891 fou destinat al creuer Isla de Cuba i en 1893 fou segon comandant de la Província Marítima de Tenerife. En 1896 fou traslladat a la Capitania de Cartagena i va embarcar al creuer Lepanto com a segon comandant interí. De 1901 a 1903 fou segon comandant de la Província Marítima de Canàries. En 1907 ascendí a capità de fragata i de gener a març de 1911 fou nomenat secretari de la prefectura de l'Arsenal de la Carraca. Ascendit a capità de navili, fou cap d'Armaments de l'Arsenal de juliol a novembre del mateix any. En 1914 ascendí a contralmirall i fou nomenat Cap d'Estat Major de la Jurisdicció de Marina en la Cort fins 1915. Del 19 de desembre de 1914 fins al 26 d'abril de 1915 fou de vocal de la Comissió Protectora de la Producció Nacional, i en novembre de 1915 fou nomenat director general de Navegació i Pesca Marítima.
El 13 de març de 1918 va ascendir a vicealmirall i fou nomenat comandant general de la posta de Ferrol, el juliol fou nomenat comandant d'esquadra i en 1921 capitaà general del Departament de Marina de Ferrol. En 1920 ascendí a almirall i fou nomenat membre del Consell Suprem de Guerra i Marina, del que en 1923 en fou nomenat cap de la Jurisdicció de Marina. Miguel Primo de Rivera y Orbaneja el va nomenat Ministre de Marina entre el 12 de febrer i el 25 de maig de 1924. De febrer a juny del mateix any també fou Cap d'Estat Major de l'Armada. va dimitir d'ambdós càrrecs per motius de salut i es va establir a Canàries, on el 1927 va passar a la reserva. A causa de la seva salut es va traslladar novament a Madrid, on va morir el 19 de maig de 1930.